# Donatella Versace

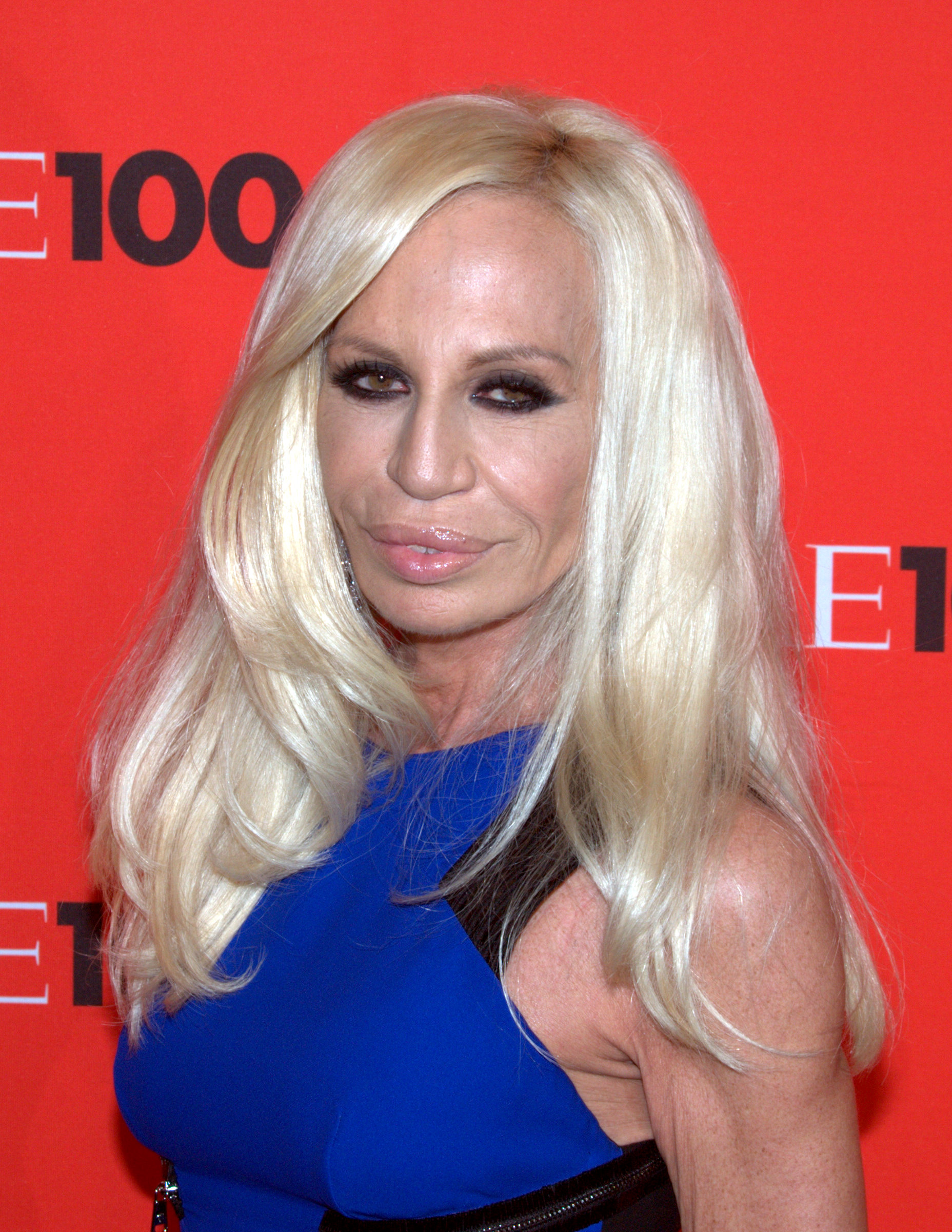
Donatella Versace @ Life Ball, 2010

Donatella Francesca Versace (Reggio Calabria, 2 mei 1955) is een Italiaans modeontwerpster.
Ze is de zus van de in 1997 doodgeschoten modeontwerper Gianni Versace (geboren 1946). Ze heeft nog een broer, Santo Versace (geboren op 2 januari 1945).
Al als klein meisje was ze een inspiratiebron voor haar 9 jaar oudere broer. Op 11-jarige leeftijd blondeerde ze haar haar al en droeg ze kleding die Gianni speciaal voor haar had ontworpen. Midden jaren 70 verhuisde Gianni naar Florence. Terwijl Donatella Italiaanse literatuur studeerde aan de universiteit, bezocht ze haar broer in de weekenden. Nadat ze was afgestudeerd, deelden zij en haar broer een flat in Milaan.
In 1978 startte Gianni met zijn broer Santo zijn eigen bedrijf en in de jaren 80 ontwikkelde hij een parfum, Blonde, dat hij aan Donatella opdroeg.
Ze begon met het ontwerpen van accessoires en in 1993 presenteerde Donatella haar eerste kledinglijn, kinderkleding onder de naam 'Versace young'. Later werd ze benoemd tot hoofdontwerpster voor Versus. In 1997 nam ze de taken van haar broer Gianni over nadat hij voor zijn huis in Miami werd doodgeschoten op 15 juli van dat jaar.
Drie maanden na de dood van haar broer presenteerde Donatella een ready-to-wear-collectie, gevolgd door haar solodebuut met de belangrijke voorjaarscollectie van 1998. Een jaar na de dood van haar broer hield ze haar eerste modeshow, in het Ritz-hotel in Parijs.
Donatella Versace trouwde in 1983 met het voormalige model Paul Beck met wie ze een dochter, Allegra (geb. 30 juni 1986), en een zoon, Daniël (geb. in 1991), heeft. In 2000 is ze van hem gescheiden.